# Вестфілд (Вісконсин)
Вестфілд (англ. Westfield) — селище (англ. village) в США, в окрузі Маркетт штату Вісконсин. Населення — 1302 особи (2020).

## Географія
Вестфілд розташований за координатами 43°53′7″ пн. ш. 89°29′33″ зх. д. / 43.88528° пн. ш. 89.49250° зх. д. (43.885163, -89.492492). За даними Бюро перепису населення США в 2010 році селище мало площу 4,13 км², з яких 4,04 км² — суходіл та 0,08 км² — водойми.

## Демографія

### Перепис 2010
Згідно з переписом 2010 року, у селищі мешкали 1254 особи в 523 домогосподарствах у складі 321 родини. Густота населення становила 304 особи/км². Було 578 помешкань (140/км²).
Расовий склад населення:
| - 96,4 % — білих - 0,8 % — азіатів - 0,4 % — корінних американців - 0,3 % — чорних або афроамериканців |

До двох чи більше рас належало 1,2 %. Частка іспаномовних становила 3,7 % від усіх жителів.
За віковим діапазоном населення розподілялося таким чином: 27,4 % — особи молодші 18 років, 56,9 % — особи у віці 18—64 років, 15,7 % — особи у віці 65 років та старші. Медіана віку мешканця становила 36,8 року. На 100 осіб жіночої статі у селищі припадало 93,2 чоловіків; на 100 жінок у віці від 18 років та старших — 85,7 чоловіків також старших 18 років.
Середній дохід на одне домашнє господарство становив 53 744 долари США (медіана — 44 821), а середній дохід на одну сім'ю — 62 296 доларів (медіана — 54 722). За межею бідності перебувало 15,8 % осіб, у тому числі 20,0 % дітей у віці до 18 років та 20,5 % осіб у віці 65 років та старших.
Цивільне працевлаштоване населення становило 610 осіб. Основні галузі зайнятості: виробництво — 26,1 %, освіта, охорона здоров'я та соціальна допомога — 15,7 %, роздрібна торгівля — 9,8 %, сільське господарство, лісництво, риболовля — 9,7 %.

### Перепис 2000
У 2000 році середній дохід на домашнє господарство становив $30 341 USD, середній дохід на сім'ю $34 306 USD. Чоловіки мали середній дохід $30 758 USD, жінки $22 938 USD. Середній дохід на душу населення становить $17 318 USD. Близько 7,3 % сімей та 9,5 % населення перебувають за межею бідності, включаючи 10,2 % молоді (до 18 років) та 15,3 % престарілих (старше 65 років).